# Episodi di Tutor Hitman Reborn! (ottava stagione)
Questa lista comprende l'ottava stagione della serie anime Tutor Hitman Reborn! di Artland, diretto da Kenichi Imaizumi e tratto dall'omonimo manga di Akira Amano.

## Lista episodi
| Nº  | Titolo italiano (traduzione letterale) Giapponese 「Kanji」 - Rōmaji | In onda        | In onda          |
| Nº  | Titolo italiano (traduzione letterale) Giapponese 「Kanji」 - Rōmaji | Giapponese     | Italiano         |
| 178 | Arriva la famiglia del Primo 「I世（プリーモ）ファミリー来る！」 - Purīmo Famirī Kuru! | 3 aprile 2010  | 17 febbraio 2025 |
| 178 | Reborn dice a Tsuna di portare tutti quelli venuti dal passato e Uni nella stanza del macchinario. Spanner li riporta quindi a dieci anni fa e i ragazzi trovano gli Arcobaleno che li aspettano per un'altra prova.                  |                |                  |
| 179 | Inizia la successione 「継承・開始」 - Keishō Kaishi | 10 aprile 2010 | 19 febbraio 2025 |
| 179 | Tutti i guardiani iniziano ad essere seguiti dai propri tutor. Intanto, il primo guardiano della pioggia dei Vongola comunica che Yamamoto sarà il primo ad iniziare.                                                                 |                |                  |
| 180 | Il dovere del guardiano della pioggia 「雨の守護者の使命」 - Ame no Shugosha no Shimei | 17 aprile 2010 | 24 febbraio 2025 |
| 180 | Asari Ugetsu spiega a Yamamoto che potrà riprovare il giorno dopo, ma che se fallirà non verrà riconosciuto come Guardiano della Pioggia.                                                                                             |                |                  |
| 181 | Fulmine furioso 「激しき雷撃」 - Hageshiki Raigeki | 24 aprile 2010 | 26 febbraio 2025 |
| 181 | Lampo, il primo Guardiano del Fulmine dei Vongola, si presenta a casa di Tsuna e dice che è il momento della prova di Lambo. |                |                  |
| 182 | La tempesta silenziosa 「静かなる嵐」 - Shizuka Naru Arashi | 1º maggio 2010 | 3 marzo 2025     |
| 182 | Mentre torna a casa, Gokudera insieme a Fong si ferma ad allenarsi nel parco, ma Uri si nasconde tra i cespugli è il ragazzo si mette a cercarla. La mattina dopo a scuola Gokudera arriva in ritardo, ma è molto diverso dal solito. |                |                  |
| 183 | Una nuvola solitaria 「孤高の浮雲」 - Kokō no Ukigumo | 8 maggio 2010  | 5 marzo 2025     |
| 183 | È arrivato il momento della prova del Guardiano della Nuvola. Hibari però, non trattandosi di un combattimento, si rifiuta di prenderne parte.                                                                                        |                |                  |
| 184 | Sereno variabile 「晴のち雲」 - Hare Nochi Kumo | 15 maggio 2010 | 10 marzo 2025    |
| 184 | Il dirigibile di Skull sta precipitando, Ryohei e Hibari devono impedire che distrugga la scuola. |                |                  |
| 185 | La trappola è piazzata 「仕掛けられた罠」 - Shikake Rareta Wana | 22 maggio 2010 | 12 marzo 2025    |
| 185 | Tsuna e gli altri arrivano a Kokuyo Land per scoprire cos'è successo a Chrome. Una volta arrivati, incontrano Ken e Chikusa che gli spiegano che Chrome dopo essere tornata a casa è completamente cambiata.                          |                |                  |
| 186 | Nebbia ingannatrice 「幻惑の霧」 - Genwaku no Kiri | 29 maggio 2010 | 17 marzo 2025    |
| 186 | Daemon Spade spiega a Tsuna e gli altri che se vogliono salvare le ragazze dovranno sconfiggerlo. I guardiani così entrano nell'edificio, ma vengono separati.                                                                        |                |                  |
| 187 | Memorie di un tradimento 「裏切りの記憶」 - Uragiri no Kioku | 5 giugno 2010  | 19 marzo 2025    |
| 187 | Tsuna e gli altri cercano di scappare dalle illusioni di Daemon, mentre Colonnello e Fong vanno alla ricerca di Mammon e Verde per radunare gli Arcobaleno.                                                                           |                |                  |
| 188 | La volontà del Primo 「I世（プリーモ）の意志」 - Puriimo no Ishi | 12 giugno 2010 | 24 marzo 2025    |
| 188 | Tsuna deve combattere contro Daemon Spade, che però lo mette in difficoltà con le sue illusioni. In quel momento però, arriva Mukuro Rokudo a dare una mano a Tsuna.                                                                  |                |                  |
| 189 | La determinazione della famiglia 「ファミリーの覚悟」 - Famirii no Kakugo | 19 giugno 2010 | 26 marzo 2025    |
| 189 | Dopo essere tornato nel futuro, Reborn racconta a Lal Mirch quello che è successo durante le prove dei guardiani del Primo. |                |                  |